# آيت حمو أميمون (آيت يحيى وعلا)
آيت حمو أميمون هو دُوَّار يقع بجماعة تيكريكرة، إقليم إفران، جهة فاس مكناس في المملكة المغربية. ينتمي الدوّار لمشيخة آيت يحيى وعلا التي تضم 16 دوار. يقدر عدد سكانه بـ 284 نسمة حسب الإحصاء الرسمي للسكان والسكنى لسنة 2004.

## وصلات خارجية
- البوابة الوطنية للجماعات الترابية
- المندوبية السامية للتخطيط